# Pierre de Ryckere
Pierre Joseph Marie Colette De Ryckere ou Petrus Josephus Maria Coleta De Ryckere, que l'on retrouve également sous l'orthographe De Rijckere ou de Ryckere (né à Gand le 23 septembre 1793 et décédé dans la même ville le 15 novembre 1863) fut membre du Congrès National de Belgique, professeur d'université et diplomate.
Il avait épousé Marie-Anne Greenwood, veuve du peintre anversois François Solvyns.
Il fit ses humanités au collège épiscopal de Gand puis décrocha en 1815 son diplôme de droit à l'École de droit de Bruxelles.
Il devint avocat à Gand.